# Associação das Entidades Carnavalescas de Porto Alegre e do Rio Grande do Sul
Associação das Entidades Carnavalescas de Porto Alegre e do Rio Grande do Sul foi uma entidade que congregava escolas de samba e tribos carnavalescas de Porto Alegre e da região metropolitana. Era responsável junto com a Prefeitura de Porto Alegre pela organização do carnaval da capital do Rio Grande do Sul.

## História
A AECPARS foi fundada em 9 de fevereiro de 1960. O primeiro presidente da entidade foi Hemitério Barros (1960 a 1962). Sua sede localizava-se no Bairro Praia de Belas.

## Presidentes
| Mandato | Nome                    | Início | Término | Ref.        |
| ------- | ----------------------- | ------ | ------- | ----------- |
| 1º      | Hemitério Barros        | 1960   | 1962    | [ 3 ]       |
| 2º      | Rubens Silva            | 1962   | 1967    | [ 3 ]       |
| 3º      | Alceu Soares de Lima    | 1967   | 1977    | [ 3 ]       |
| 4º      | Alfredo Raimundo Macalé | 1977   | 1992    | [ 3 ]       |
| 5º      | Evaristo Mutti          | 1992   | 2000    | [ 3 ]       |
| 6º      | Jorge Sodré             | 2000   | 2006    | [ 3 ]       |
| 7º      | Juarez Gutierrez        | 2006   | 2008    | [ 3 ] [ 4 ] |
| 8º      | Antônio Ademir Moraes   | 2008   | 2012    | [ 5 ]       |
| 9º      | Victor Hugo Amaro       | 2012   | 2016    | [ 6 ]       |